# 관륵
관륵(觀勒, ?~?)은 백제의 고승이다. 불교 이외의 학문에도 밝았으며, 무왕 때(602년) 일본에 건너가 천문 · 책력 · 지리 · 둔갑방술(遁甲方術) 등에 관한 많은 책을 전하고, 백제의 불교를 전파하였다. 천황의 환대로 원흥사(元興寺)에 머물렀다. 삼론(三論)에 관한 연구가 깊었고, 쇼토쿠 태자에게도 불경을 가르쳤으며 일본의 초기 불교에 큰 공헌을 하였다.

## 약력
《일본서기》(日本書紀)에 따르면 스이코 천황 10년(602년)에 일본으로 건너가 천문, 역법과 둔갑, 방술 등의 서적을 전했고, 왜국 조정은 서생들을 뽑아 관륵에게 각기 이들 가르침을 배우도록 하였다고 한다. 이에 따라 역법은 야코노 타마후루(陽胡玉陳), 천문둔갑은 오토모노 코소(大友高聡), 방술은 야마시로노 히타테(山背日立) 등이 전수받아 그 분야의 일가(一家)를 이루게 되었다고 한다. 역본은 604년에 쇼토쿠 태자(聖徳太子)에 의해 채용되었다(다만 일본에서 정식으로 역법이 채용되는 것은 지토 덴노 때의 일이었다) 이렇듯 관륵은 불교뿐 아니라 천문둔갑이나 방술이라는 도교적인 사상 또한 일본에 전하였다.
훗날 스이코 천황 32년(624년) 일본 최초의 승정(僧正)에 임명되었다. 이 무렵 왜국에서는 승려가 도끼로 자신의 할아버지를 때리는 사건이 벌어졌고, 스이코 천황은 사건을 저지른 승려 뿐 아니라 다른 절의 승려들에 대해서도 처벌할 것을 명했으나 관륵이 나서서 "불교가 전해진지 100년도 채 되지 않아서 승려들이 계율을 제대로 체득하지 못하였다"며 사건의 범인 이외에 다른 승려들에게까지 죄를 묻지 말아줄 것을 요청했다. 스이코 덴노는 이를 허락했고, 승려들의 계율을 가르치고 감독할 승직(僧職)으로써 승정 ・ 승도(僧都)를 설치하였으며 관륵은 이때 일본 최초의 승정으로 임명되었다. 승정, 승도 등의 직책명은 중국 남북조 시대에 비롯된 불교통제기관 가운데서도 남조 계통의 승강(僧綱)제도를 답습한 것으로, 이는 관륵의 출신지인 백제가 전통적으로 중국 남조와 가까웠던 사실과도 관련이 있다.
6세기 말에서 7세기 초 사이에 창건된 아스카데라(飛鳥寺)와 인접한 아스카이케(飛鳥池) 유적에서 「観勒」의 이름이 적힌 목간이 발굴됨으로써 그가 아스카데라에 머물렀을 가능성이 높다는 주장이 제기되었다.

## 같이 보기
- 한국의 불교
- 삼국 시대

## 참고 문헌
- 이 문서에는 다음커뮤니케이션(현 카카오)에서 GFDL 또는 CC-SA 라이선스로 배포한 글로벌 세계대백과사전의 내용을 기초로 작성된 글이 포함되어 있습니다.